# Би Ти Ви
Би Ти Ви (стилизирано: bTV) е първата българска частна национална телевизия. Започва излъчване на 1 юни 2000 г. на мястото на излъчвания дотогава канал на Българската национална телевизия – Ефир 2. bTV е основният канал на медийната група Би Ти Ви Медиа Груп, към която спадат още Би Ти Ви Комеди, Би Ти Ви Синема, Би Ти Ви Екшън, Би Ти Ви Стори и Ринг ТВ. Групата е собственост на компанията Сентръл Юръпиън Медиа Ентърпрайзис (Central European Media Enterprises, СМЕ), която от 2020 г. е част от чешкия инвестиционен фонд PPF Group.
От създаването си до февруари 2010 г. Би Ти Ви е собственост на Болкан Нюз Корпорейшън, подразделение на Нюз Корпърейшън на Рупърт Мърдок. Закупена е от Сентръл Юръпиън Медиа Ентърпрайзис за 400 млн. долара (92% от собствеността на телевизията), която купува и 74% от радиокомпания „CJ“. През май 2013 година Европейската комисия одобрява сделката на придобиване на СМЕ от американската компания Тайм Уорнър, собственикът на Си Ен Ен и Търнър Броудкастинг Систъм.
Програмата на Би Ти Ви се разпространява наземно цифрово на национален цифров мултиплекс MUX-2, чрез 19 основни предавателя и над 700 ретранслаторни станции в дециметровия обхват, както и по кабелен път от всички кабелни телевизионни мрежи в България. От 11 април 2002 г. програмата се предава и чрез сателит на територията на Европа.

## История

### Преди началото
С Решение № 559 на 30.07.1999 г. (обн., ДВ, бр. 69 от 1999 г.) правителството приема предложението на Държавната комисия по далекосъобщения – ДКД (сегашна Комисия по регулиране на съобщенията) за издаване на лиценз за изграждане, поддържане и използване на далекосъобщителна мрежа и за телевизионно радиоразпръскване с национално покритие със срок 15 години и определя начина за издаване на далекосъобщителния лиценз – чрез неприсъствен конкурс. На 5.08.1999 г. ДКД обявява конкурса. Крайният срок за подаване на документите е 30.09.1999 г. Кандидатите за лиценз за радио- и телевизионна дейност подават писмено заявление до ДКД, към което прилагат документи. През 1999 г. в неприсъствения конкурс на ДКД за честотата на Ефир 2 с национално покритие участват „ТВ-2“ ООД, „Александра тв“ АД, „Антена ТВ“ АД, „Нова телевизия – първи частен канал“ АД, „Евроком корпорейшън“, „Болкан Нюз Корпорейшън“ ЕАД и „Медия Бродкастинг Сървисиз“ АД (с Изпълнителен директор – Кеворк Кеворкян). Медийният надзорен орган приема решение за издаването на програмни лицензи на кандидатите „Болкан Нюз Корпорейшън“ ЕАД, „ТВ-2“ ООД и „Медия Бродкастинг Сървисиз“ АД и отказва издаването на програмни лицензи на „Александра тв“ АД, „Антена ТВ“ АД, „Евроком корпорейшън“ и „Нова телевизия – първи частен канал“ АД. На 17.02.2000 г. на основание чл. 27, т. 6 от Закона за далекосъобщенията, Държавната комисия по далекосъобщения издава три програмни лицензи с национален обхват съответно на „Болкан Нюз Корпорейшън“ ЕАД, „ТВ-2“ ООД и „Медия Бродкастинг Сървисиз“ АД.
С Решение № 29 на МС на 26.01.2000 г. правителството възлага на ДКД да издаде лиценз за телевизионна дейност с национален обхват на „Болкан Нюз Корпорейшън“ ЕАД. Решението се обнародва в Държавен вестник и подлежи на обжалване по съдебен ред. „Медия Бродкастинг Сървисиз“ АД подава жалба във Върховния административен съд, с която оспорва издаването на лиценза, но жалбата е оставена без уважение. Причината – подписана е от Питър Рафтел в качеството му на председател на Съвета на директорите, а не от изпълнителния директор Кеворк Кеворкян. Според закона позицията на Рафтел е лице без представителна власт и това прави жалбата нередовна.
„Болкан Нюз Корпорейшън“ получава на 17 февруари 2000 г. лиценз № 321-00001 за наземно (ефирно) разпространение на телевизионна програма с политематичен профил, национален обхват и наименование bTV. След старта на 1 юни същата година в България отпада монополът в телевизионното национално ефирно разпространение. Според лиценза, медията има срок от 9 месеца, за да реализира изложената в конкурса 18-часова програмна схема.

### 2000 – 2010: Начало и развитие
Първоначално телевизията предлага кратка програма, изпълнена с филми, сериали и развлекателни предавания, с продължителност няколко часа. Китаристът и композитор Иван Лечев създава по това време музикалното оформление на телевизията, а графичното такова е поверено на „Зографик Филм“.
Първият кадър на телевизията е един „случаен“ откъс от сериала „Семейство Симпсън“, в който главният герой Хоумър Симпсън се възмущава от това, че собственикът на Нюз Корпорейшън Рупърт Мърдок „краде“ идеите му за създаване на медийния гигант, тъй като идеите на Хоумър подозрително съвпадат с новостите, които Мърдок въвежда. Следва кратко представяне на компанията-собственик на телевизията, последвано от първият филм, излъчен по bTV – белгийско-френската анимация „Дванадесетте изпитания на Астерикс“.
През септември започват репетициите за „Би Ти Ви Новините“, като през това време се изграждат студията на телевизията в бившата Зала 12 на НДК, където са и до днес. С течение на времето програмата на канала се обогатява с все повече съдържание. Стартират „Студио Шампионска лига“ – първото живо предаване на Би Ти Ви, „Икономически форум за Югоизточна Европа – 2000“ – първото публицистично студио на телевизията.
Първата новинарска емисия на медиата е на 18 ноември 2000 г., а ден по-късно стартира и публицистичното предаване „В десетката“ с Иво Инджев. На 27 ноември същата година стартират сутрешното предаване „Искрено и лично“ и вечерното токшоу „Шоуто на Слави“. Разширяването на програмната схема продължава и през декември със старта на сутрешния блок „Тази сутрин“, както и на забавното предаване „Най-смешните животни и хора на планетата“.
На 18 февруари 2001 г. Би Ти Ви стартира своята 24-часова програма, а на 26 ноември същата година стартира и сайта www.btv.bg.
През годините програмата на телевизията се развива и през 2005 г. за първи път излъчва риалити шоу – „Красавицата и отличникът“ по лиценз на 20th Century Fox – „Beauty and the Geek“, – като български продуцент е Седем-осми и е в ефира на телевизията през есента на 2005 г. През есента на 2006 г. е и първото риалити в България, което е заснето изцяло извън рамките на страната – „Survivor“. Следват различни по формат и жанр предавания, като и досега риалити шоутата са основна част от програмната схема на телевизията.
През 2008 г. стартира благотворителният проект „Великолепната шесторка“, който е първият голям проект от корпоративната социална отговорност на медиата. Предаването в праймтайм е съвместна инициатива с УНИЦЕФ България и е част от голямата кауза за решаване на проблемите на децата в България.
На 1 юли 2009 г. първият изпълнителен директор на Би Ти Ви Албърт Парсънс се оттегля от телевизионния бизнес в България. Позицията му се поема от Гари Дейви, а Вики Политова остава генерален директор на медиата.
През есента на 2009 г. Би Ти Ви стартира последователно два нови тематични телевизионни канала с преобладаващо филмово съдържание – Би Ти Ви Комеди (на мястото на телевизия GTV след придобиването на „Триада Комюникейшънс“) и Би Ти Ви Синема.
На 6 декември 2009 г. Би Ти Ви обновява визията и логото си.

### 2010 – досега: Голяма медийна група
На 18 февруари 2010 г. каналите на Би Ти Ви  са придобити от CME, която дотогава притежава телевизиите PRO.BG и RING.BG. Сделката е на стойност 400 млн. долара.
След сделката за промяна на собствеността Вики Политова е назначена за главен оперативен директор на Би Ти Ви Медиа груп, впоследствие става и главен изпълнителен директор. Сменена е на поста през 2014 г., когато начело на компанията застава Павел Станчев.
През 2010 г. телевизията започва излъчването на първия собствен български съвременен телевизионен сериал „Стъклен дом“, следват множество подобни проекти.
Започва разрастване на компанията като след известен период, в който новинарските редакции на Би Ти Ви и PRO.BG работят като отделни структури част от две различни телевизии – през януари 2011 г. PRO.BG е ребрандирана на Би Ти Ви Екшън. Впоследствие част от журналистите на вече закритата телевизия започват работа в нюзрума на Би Ти Ви.
Би Ти Ви Екшън е с насоченост към мъжката аудитория. През 2012 г. стартира канала Би Ти Ви Лейди, ориентиран към женската публика. Към момента Би Ти Ви Медиа Груп притежава регистрация и за канал с името „Новела“, който по проект е ориентиран към семейната аудитория.
От пролетта на 2012 г. стартира и първата българска Video-on-demand платформа(видео-по-заявка) „VOYO“. Там е прехвърлен голяма част от интернет архива на телевизионните сериали и предавания, излъчват се и ексклузивни спортни събития.
На 12 май 2012 г. стартира инициативата „Да изчистим България“, която се превръща в най-голямата доброволческа инициатива у нас.
На 7 октомври 2012 г. Би Ти Ви става първа от националните телевизии, която пуска HD версия на програмата си и преминава във формат 16:9. Каналът отново променя и графичната си опаковка. Техниката за HD излъчване е закупена в края на 2011 година и е подменено оборудването в ефирните апаратни и студийните комплекси на телевизията. Каналът се разпространява в мрежите на кабелни, сателитни и IPTV оператори. Впоследствие в HD качество на картината преминават и всички нишови канали, част от медийната група.
През 2013 г. медийната група стартира и свой бранд за киноразпространение на филми – „Би Ти Ви Студиос“.
На 2 юни 2016 г. Би Ти Ви стартира международна версия на телевизията, предназначена за излъчване в чужбина. Програмата на bTV International се излъчва само в интернет на видеоплатформата VOYO. Каналът предава публицистичните предавания на Би Ти Ви, новинарските емисии на канала, както и част от развлекателни продукции на медията.
В началото на 2016 г. стартира безплатен портал за видео съдържание – „Би Ти Ви Плюс“, както и още няколко специализирани интернет сайтове.
На 13 декември 2016 г. Би Ти Ви Медиа груп назначава за главен изпълнителен директор Флориан Скала.
Технологичното развитие на телевизията продължава с внедряването на системата за „добавена реалност“ в новинарското студио на Би Ти Ви през 2016 г. В продължение на повече от 7 години телевизията е единствената в България, която използва подобна технология. За първи път иновативната система е използвана и на открито – по време на бенефиса на Димитър Бербатов на Националния стадион „Васил Левски“ на 14 юни 2017 г.
На 1 юни 2019 г. започва излъчването от новото високотехнологично студио на Би Ти Ви. В разработването му участват международни екипи и компании и отнема повече от година и половина. В конкурса за избор на дизайн участват 7 компании като победител е Veech X Veech.
След придобиването на CME от чешката група PPF Group се сменя ръководството на медийната група. Чехът Мартин Швехлак е назначен за Главен изпълнителен директор на Би Ти Ви Медиа груп – на мястото на Флориан Скала. PPF разделя българският пазар в групата CME в отделно дружество и за главен изпълнителен директор на CME България е избран Любош Йетмар. Компанията обявява, че Швехлак рапортува директно на Йетмар. Както и при предишната смяна на собствеността на компанията, сменени са и директорите на ключови отдели, свързани със съдържанието – „Програма“ и „Новини, актуални предавания и спорт“.
През 2022 г. медийната група стартира спортен и бизнес сайт, както и различни по тематика подкаст продукции. Напълно ребрандиран е и новинарският сайт на медиата.
На 23 декември 2022 г. са обявени промени в ръководството на медийната група. Германецът Ралф Бартолайт е избран от Борда на директорите за нов Главен изпълнителен директор на медийната група. Мартин Швехлак остава в компанията, но на позицията Изпълнителен директор, отговорен за новини, дигитални и онлайн проекти. Президентът на CME България Любош Йетмар се връща в Прага. Няколко дни по-рано е обявено, че Душан Швалек е избран от PPF за Главен изпълнителен директор на CME, отговарящ за дейността на компанията в Словакия, Словения, Хърватска и България. Официалните причини и за двете смени са „ускоряване на растежа и дигиталната трансформация“.
През януари 2023 г. медийната група пуска ново мобилно приложение, в което радиата на компанията може да се слушат в реално време – Radiomate. В началото на годината медийната група напълно ребрандира платформата за видео съдържание „Би Ти Ви Плюс“.
През юни медийната група започва своята нова социално отговорна инициатива за ограничаване на негативните климатични въздействия върху околната среда – „Зелената седмица“.
На 8 юни 2023 г. е обявено, че считано от 12 юни, Мартин Швехлак – изпълнителен директор с ресор „Новини и дигитално съдържание“, се оттегля от компанията и се завръща в Чехия. Компанията не обявява публично наследник на Швехлак на поста, както и дали изобщо мениджърската структура на медийната група се запазва.
Дни преди старта на предизборната кампания за  местните избори през октомври 2023 г. директорът "Новини, актуални предавания и спорт" Антон Хекимян подава оставка, за да стане кандидат за кмет на София.  Преминаването му от журналистиката и мениджърския пост в Би Ти Ви води до позиция, разграничаване на компанията от него, серия от мерки за гарантиране на "името и репутацията на Би Ти Ви като обективна и надеждна медиа", както и голям обществен отзвук. От 23 септември 2023 г. временно ръководството на нюзрума е поето от главния изпълнителен директор на компанията Ралф Бартолайт, а ръководният екип на редакцията е запазен. Няколко месеца по-късно главният редактор "Новини" Веселина Петракиева напуска и на поста е назначен доскорошният неин заместник Асен Иванов.  Впоследствие – от 2 юли 2025 г. Иванов поема ръководството на нюзрума от Бартолайт след като е назначен за директор "Новини, актуални предавания и спорт". 
През юли 2024 г. българската платформа VOYO е напълно обновена като дизайн, но и с подобрена структура на портала - следвайки развитието на другите версии на платформата в групата на CME. 
С есенния телевизионен сезон през 2024 г. телевизията представя нови 4 световни телевизионни игри, както и други нови реалити предавания. Компанията обявява, че "отговаря на желанието да увеличи броя на развлекателните предавания".
На 1 юли 2025 г. Би Ти Ви представя обновена визуална идентичност на основния си канал, с която отбелязва 25 години от началото на излъчването си. В нея телевизията включва препратки към визията на медията от историята – като кучето порода дакел.

## Продукции и програма

### Новини, актуални предавания и спорт
Би Ти Ви Новините и публицистичните предавания на медиата са вътрешна продукция. През годините броят на новинарските емисии нараства, увеличават се и публицистичните предавания, както и специалните събитийни актуални продукции.
Сутрешният блок „Тази сутрин“ се допълва и с уикенд издания на предаването „Тази събота и неделя“. През 2012 г. стартира предаването „Лице в лице“ с водещи Цветанка Ризова и Димитър Цонев, а през есента на 2013 г. – „120 минути“ със Светослав Иванов.
През 2022 г. започва излъчване на предаването „Защо, господин министър?“.
Сред другите публицистични продукции на Би Ти Ви е рубриката за задълбочени разследвания и репортажи „Би Ти Ви Репортерите“ – през уикенда след централната новинарска емисия като от 2022 г. излъчването остава само в съботния ден.
През 2023 г. стартира документалната поредица „Би Ти Ви Разказва“ с автор Радиана Божикова. Поредицата е своеобразен наследник на рубриката „Би Ти Ви Документите“ за по-дълги документални филми.
На 15 март 2025 г. по bTV стартира актуално предаване за международни теми – „bTV Светът“, с водещи Иван Георгиев и Кристина Баксанова.
Други актуални предавания, които са се излъчвали в миналото по Би Ти Ви са: „Сеизмограф“ (2000 – 2011), „Зона спорт“ (2000 – 2014), „В десетката с Иво Инджев“ (2000 – 2006), „Бизнесът“ (2001 – 2008), „Пирамида“ (2006 – 2007), „Реално“ (2005 – 2007), „Отпечатъци“ (2008 – 2012) и „Хрътките“ (2011 – 2013).

### Риалити предавания
Първото лицензно риалити предаване по Би Ти Ви е „Красавицата и отличникът“ и се излъчва през есенния телевизионен сезон през 2005 г. като за българската версия работи „Седем-осми“.
През годините различни предавания са били основа за програмната схема през телевизионните сезони. По Би Ти Ви се излъчват български версии на много от световните продукции, формати в почти всички жанрове:
- музикални – „5 stars“ (2005 – 2006, авторско предаване на Seven-Eight Productions), „Music Idol“ (2007 – 2009, по лиценз на Idols на Fremantle), „Гласът на България“ (2011, 2013 – 2014, 2017 – 2024, по лиценз на The Voice на ITV Studios)
- приключенски – „Survivor“ (2006 – 2009, 2014, 2022 – 2023, по лиценз на Survivor на Banijay Group), „Форт Бояр“ (2008 – 2010, по лиценз на Fort Boyard на Banijay Group), „Бягство към победата“ (2009, 2024, авторско предаване на Seven-Eight Productions), „Африка: Звездите сигурно са полудели“ (2013, по лиценз на Star Safari на Sony Pictures Television), „Фермата“ (2015 – 2023, по лиценз на The Farm на Fremantle/Banijay Group), „Островът на 100-те гривни“ (2024, по лиценз на Million Dollar Island на Talpa Studios/Monday Media)
- със звезди – „Dancing Stars“ (2008 – 2009, 2024, по лиценз на Dancing with the Stars на BBC Worldwide/Studios)
- социална тематика – „Великолепната шесторка“ (2008, 2010 авторско предаване на Global Vision), „Ясновидци“ (2008 – 2009, по лиценз на Psychic Challenge на RDF Rights),  „Бригада Нов дом“ (2016 – 2021, 2024 – , по лиценз на Extreme Makeover: Home Edition на HGTV), „Смени жената“ (2017 – 2022, по лиценз на Wife Swap на Banijay Group), „Живот на кантар“ (2025 – , по лиценз на The Biggest Loser на Banijay Rights)
- за таланти – „България търси талант“ (2010, 2012, 2014 – 2016, 2019, 2021 – 2022, 2025 по лиценз на Got Talent на Fremantle)
- кулинарни – „Lord of the Chefs“ (2011, авторско предаване на Seven-Eight Productions), „MasterChef“ (2015 – 2021, 2023, по лиценз на MasterChef на Banijay Group)
- романтични – „Ергенът“ (2022 – , по лиценз на The Bachelor на Warner Bros.), „Ергенът: Любов в рая“ (2025, по лиценз на Bachelor in Paradise на Warner Bros.)
- стратегически – „Traitors: Игра на предатели“ (2025, по лиценз на The Traitors на All3Media International)

### Филми и сериали
Би Ти Ви излъчва известни сериали от цял свят.
Сред американските заглавия, които са били част от програмата на телевизията са: „Отчаяни съпруги“ (1 – 6 сезон), „24“ (1 – 3 сезон), „Монк“ (всички сезони), „Шепот от отвъдното“ (1 – 3 сезон), „Ориндж Каунти“ (всички сезони), „Анатомията на Грей“ (1 – 6 сезон), „4400“ (1 сезон), „Бойна звезда: Галактика“ (всички сезони), „Алф“ (всички сезони), „Далас“ (всички сезони), „Двама мъже и половина“ (1 – 9 сезон), „Приятели“ (всички сезони), „Специален отряд“ (1 сезон), „Американска наследница“ (всички серии), „По средата“ (1 – 3 сезон), „Никита: Отмъщението“ (1 – 2 сезон), „Малки сладки лъжкини“, „Дневниците на вампира“ (1 – 3 сезон), „Опасни тайни“ (всички сезони), „Клуб Веселие“ (1 – 3 сезон) и др.
В продължение на 14 години (2009 – 2023) в праймтайм телевизията излъчва и популярни турски сериали. Сред тях са „Перла“, „Листопад“, „Двама завинаги“, „Мечтатели“ (следобед), „Забраненият плод“, „Опасни улици“ (следобед), „Златната клетка“, „Малки тайни“, „Пепел от рози“, „Времето лети“, „Огледален свят“, „Север Юг“, „Една любовна история“, „Милост“, „Завръщане“, „С Русия в сърцето“, „Кварталът на богатите“, „Твоят мой живот“, „Част от мен“, „Великолепният век: Кьосем“, „Сега и завинаги“, „Искрите на отмъщението“, „Горчива любов“, „Майка“, „Сълзи от Рая“, „Вътрешен човек“, „Завинаги“, „Ирония на съдбата“, „Безмилостен град“, „Опасно изкушение“, „Мрежа от лъжи“ и др.
В периода 2021 – 2023 телевизията излъчва и два румънски сериала – „Влад“ и „Кланът“ (първи сезон, римейк на „Вътрешен човек“).
На 10 юни 2025 г. започва излъчването на първия гръцки сериал в ефира на телевизията – „Вражда“.

#### Български сериали
Първият български сериал, излъчван по Би Ти Ви е „Тя и той“. Епизодите са в ефир три поредни сезона в периода 2002 – 2005 година.
От 2009 г. Би Ти Ви започва продуцирането на собствен сериал – „Стъклен дом“. По време на излъчването си между 2010 и 2012 г. със своите пет поредни сезона продукцията дава нов тласък на българското телевизионно кино и в следващите години телевизията започва производството на още сериали в различни жанрове – комедийният „Столичани в повече“, драматичният „Седем часа разлика“ и ситкомът „Домашен арест“ правят своите премиери именно през 2010 и 2011 година.
През 2012 година телевизията представя „Къде е Маги?“ по лиценз на чилийския сериал ¿Dónde está Elisa? и тийнейджърската поредица „Революция Z“.
През 2013 г. стартира драматичния сериал „Фамилията“. А през 2015 и 2016 година са излъчени вече заснетия първи сезон на сериала „Връзки“, а телевизията впоследствие продуцира и втори сезон. През август 2016 г. е пуснат сериала „Играчи“.
„Скъпи наследници“ е вторият сериал, който телевизията прави по лиценз – на хърватската телевизия Nova и продукцията Kud puklo da puklo. Със своите 170 епизода сериалът е една от най-мащабните съвременни български телевизионни поредици.
През 2020 г. стартира „Съни бийч“, а през 2021 година телевизията представя и българските версии на адаптираните „Белези“ (по Kardeş Çocukları на Star TV/Global Agency) и „Татковци“ (по Dear Daddies на Viacom International Inc.).
През 2021 г. компанията обявява, че планира селекция от нови български сериали с ексклузивно излъчване на платената онлайн платформа „VOYO“. Към 2024 г. обаче продукциите не са излъчвани.
През пролетта на 2022 г. своята премиера в телевизионния ефир прави и родната адаптация на O mnie się nie martw на TVP2/Netflix – „Мен не ме мислете“.
През юни 2023 г. започва сериалът „София вкъщи“. За първи път телевизията излъчва премиерно и собствен български сериал по един от нишовите си канали bTV Comedy – „Животът на Жоро“, който е съпътстваща продукция на друг сериал на bTV – „Съни бийч“.
Първия криминален сериен филм на bTV „Алфа“ прави своята премиера през пролетния телевизионен сезон през 2024 г., но след 4-ия епизод сериалът продължава излъчването си по нишовия канал bTV Action. Публично не е обявена причина за това.

#### Българско кино
Би Ти Ви е асоцииран продуцент на филма „Мисия Лондон“.
Чрез бранда за киноразпространение Би Ти Ви Студиос медийната група разпространява на територитята на България много от съвременните филми родно производство – „Лора от сутрин до вечер“, „Чужденецът“, „Чужденецът 2“, „Живи легенди“, „11 А“, „Нокаут или Всичко, което тя написа“, „Революция Х“ (продължение на сериала на телевизията „Революция Z“), „Доза щастие“, „Завръщане“, „Засукан свят“, „Голата истина за група „Жигули““, „Завръщане 2“, „Петя на моята Петя“, „Бягство“, „Жълт олеандър“, „Игра на доверие“, „Чалга“, „Аферата Пикасо“, „Цената на властта“, „Пулсът на танца“, „Никога не е просто секс“, „Без крила“, „Плът“ и др.
Част от каталога на филмовия бранд на Би Ти Ви са и много независими американски и европейски филми.

### Други продукции
- „Преди обед“ – делнично ток шоу
- „Стани богат“ – игра за знания, по лиценз на Who Wants to Be a Millionaire? на Sony Pictures Television
- „Кой да знае?“ – забавно куиз шоу, по лиценз на Who knew? на Fremantle
- „Аз обичам България“ – забавна ТВ игра,  по лиценз на I Love My Country на ITV Studios
- „Помниш ли текста?“ – музикално предаване, по лиценз на Don’t Forget The Lyrics на Banijay Group
- „Колко ми даваш?“ – ТВ игра, по лиценз на Guess My Age на Can’t Stop Media
- „Кажи честно“ – ТВ игра, по лиценз на To Tell the Truth на Fremantle
- „COOLt“ – лайфстайл предаване
- „Вкусът на България“ – кулинарно предаване
- „Светът на здравето“ – здравно предаване
- „Животът по действителен случай“ – ток шоу
- „Без багаж“ – туристическо предаване
- „Неразказано в историята“ – документална историческа поредица
- „Богатствата на България“ – документална поредица

### Минали продукции
- „Шоуто на Слави“ (2000 – 2019)
- „Искрено и лично“ (2000 – 2008)
- „Най-смешните животни и хора на планетата“ (2000 – 2013)
- „Хъшове“ (2000)
- „Формула +“ (2000 – 2003)
- „Иначе“ (2000 – 2006)
- „Риск печели, риск губи“ (2000 – 2005)
- „Сладко отмъщение“ (2000 – 2008)
- „Споко“ (2000 – 2008)
- „Другата България“ (2000 – 2009)
- „Глобусът“ (2000 – 2011)
- „Лакриц“ (2001)
- „Сръчно“ (2001)
- „Сблъсък“ (2001 – 2009)
- „Бон Апети“ (2001 – 2009)
- „@ . знам“ (2001 – 2005)
- „Бъдете здрави“ (2001 – 2006)
- „Кой е по-по-най“ (2001 – 2013)
- „Физиотоника“ (2002 – 2008)
- „Треска за злато“ (2002 – 2007)
- „Огледала“ (2002 – 2009)
- „Море от любов“ (2002 – 2012, по лиценз на All you need is love на Banijay Group)
- „Българският Топ 100“ (2003 – 2005)
- „Без думи“ (2003 – 2008)
- „Вот на доверие“ (2004 – 2006)
- „Горчиво“ (2005 – 2009)
- „Аламинут“ (2005 – 2015)
- „Рекордите на Гинес“ (2006 – 2008)
- „Шоу Рум“ (2006 – 2007)
- „Реално“ (2005 – 2007)
- „Такъв е животът“ (2006 – 2008, 2010 – 2013)
- „Това го знае всяко хлапе“ (2007 – 2009, по лиценз на Are You Smarter than a 5th Grader? на MGM Television)
- „Часът на мама“ (2007 – 2011)
- „Комиците и приятели“ (2007 – 2021)
- „Без дрехи“ (2008 – 2012)
- „Търси се...“ (2008 – 2024)
- „Хипнотизаторът“ (2009)
- „Операция Слава“ (2009)
- „Нека говорят...“ (2009 – 2014)
- „Любовни игри“ (2009, по лиценз на The Dating Game на ABC)
- „Денят е прекрасен“ (2009 – 2011)
- „Нашите момичета“ (2009 – 2011)
- „Опасно близо – Лили Иванова“ (2009)
- „Пълна лудница“ (2009 – 2012)
- „Кухнята на Звездев“ (2009 – 2014)
- „Господари на ефира“ (2009 – 2012, по лиценз на Striscia la notizia на Canale 5)
- „Модерно“ (2009 – 2014)
- „НепознатиТЕ с Георги Тошев“ (2009 – 2024)
- „В джаза събота вечер“ (2010 – 2011)
- „Велика България“ (2011)
- „Предай нататък“ (2012 – 2015, по лиценз на Modre Z Neba на TV Markiza)
- „Магаданс: Предизвикателството“ (2013)
- „Младост 5“ (2013, по лиценз на Schillerstraße на SevenOne International)
- „Щипка сол със Силвена Роу“ (2013, по лиценз на Gordon Ramsay: Cookalong Live!)
- „Нищо лично“ (2013)
- „Това е цената“ (2013, по лиценз на The Price is Right на Fremantle)
- „Голата истина“ (2013 – 2014, по лиценз на Striscia la notizia на Canale 5)
- „Наистина любов“ (2014, по лиценз на All you need is love на Banijay Group)
- „Истински истории“ (2014 – 2019)
- „Папараци“ (2014 – 2020)
- „Бинго милиони (Лотария България)“ (2015 – 2016)
- „Мармалад“ (2015 – 2022)
- „Бездомното шоу на Башар Рахал“ (2015)
- „Мама готви по-добре“ (2016, по лиценз на Мy Mom Cooks Better than Yours на Fremantle)
- „Българи на три морета“ (2016 – 2017)
- „Auto Motor Show“ (2016)
- „Ловци на храна“ (2016 – 2021)
- „Карбовски: Втори План“ (2016 – 2020)
- „Спорт Тото“ (2016 – 2020)
- „Късното шоу на bTV“ (2017)
- „Игрите на звездите“ (2019, по лиценз на Hollywood Game Night на NBC)
- „Помощ 112“ (2019)
- „Децата на Другата България“ (2020 – 2022)
- „Шоуто на Николаос Цитиридис“ (2020 – 2023)
- „Моето звездно парти“ (2022)
- „Дъ Шоуто“ (2022)
- „Гората“ (2023)
- „Пътят“ (2024)
- „Коя е тази песен?“ (2024, по лиценз на Name That Tune на Banijay Group)

## Критики и противоречия
На 8 октомври 2006 г., в предаването „В десетката“ с Иво Инджев, водещият на предаването съобщава, че по имейла в bTV са получени анонимни писма, в които се твърди, че тогавашният президент Георги Първанов притежава мезонет на централен булевард в София:
| „          | ...Като стана дума за кухни и за компромати, да ви попитам, сега може би ще ви прозвучи странно, но получихме имейли, в които се твърди, че г-н Първанов притежава мезонет за 100 хил. долара в здание на централен булевард в София... | “ |
| Иво Инджев | |   |

Участващият в предаването социолог от БСП Михаил Мирчев не оборва твърдението, а го определя като „дребнав компромат“. В понеделник (9 октомври) обаче предизборният щаб на президента окачествява информацията като „клевета“. Впоследствие излиза изявление на главния изпълнителен директор на телевизията Албърт Парсънс по повод оповестената в ефира на bTV информация:
| „                                                                      | ..Въпреки големия си и безспорен професионален опит и заслужена популярност, водещият на авторитетното публицистично предаване „В десетката“ си позволи грубо нарушаване на журналистическата етика и основни принципи на сериозната журналистика. Изразявам дълбокото си съжаление от факта, че миналата неделя – 8 октомври, уважаваният и лично от мен журналист погази правилото за непубликуване на непроверена информация, при това от анонимен източник... | “ |
| Албърт Парсънс, главен изпълнителен директор на Болкан Нюз Корпорейшън | |   |

След този скандал, водещият напуска телевизията по взаимно съгласие, изразявайки съжалението си, че върху телевизията „се оказва натиск, без тя да може да признае това“, а предаването е свалено от програмата на bTV. Седмица след случая, Комисията по журналистическа етика с пълно единодушие решава, че Инджев не е нарушил журналистическата етика. По-късно „случаят Инджев“ влиза в доклада на Държавния департамент на САЩ като пример за погазване на свободата на словото.
През 2011 г. Би Ти Ви и журналистката от телевизията Миролюба Бенатова получават сериозна критика за тенденциозно отразяване на антициганските вълнения в България. През 2012 г. по време на екопротестите за налагане вето на закона за горите телевизията повторно е обвинена в непредставяне, недостоверно предаване на събитията, а журналистката Диана Найденова от предаването на Росен Петров „Нека говорят...“ си навлича гнева на аудиторията. На 27 юни Съветът за електронни медии (СЕМ) излиза със становище, в което се казва, че bTV е отразила тенденциозно протестите срещу закона за горите, но медията не е нарушила с нищо Закона за радиото и телевизията. В доклада се заключава, че от телевизията са се придържали недостатъчно към професионалните стандарти и са неглижирали основните принципи на журналистическата етика. Инцидентът с пострадалия оператор на телевизията се е преекспонирал, имало е обидно поведение на водещата спрямо поканения събеседник и „дребния“ наглед въпрос за надпис върху информационен материал.
През пролетта на 2012 г. избухва скандал между телевизия Би Ти Ви и продуцентска фирма Global Vision/Films по повод опит за налагане на цензура от страна на медията върху рейтинговите предавания „Господари на ефира“ и „Пълна лудница“, който е отнесен до съдебно ниво. По-късно Магърдич Халваджиян е свален от екрана на Би Ти Ви като жури от продуцираното от неговата фирма предаване „България търси талант“.
От март 2012 г. паралелно с пускането на видео услугата Voyo Би Ти Ви започва и кампания за борба с интернет пиратството – Феър Плей (от английски: „Честна игра“), като свалят съдържане, излъчено по канала от сайтовете за видео споделяне Vbox7 и YouTube, като с това си навличат гнева на потребителите и на торент тракерите Zamunda.net и ArenaBG.com. Впоследствие Замунда обвиняват Би Ти Ви в лъжливо отразяване на репортаж по темата в БТВ Репортерите от Димитър Анестев, като публикуват опит за диалог между Би Ти Ви и администраторите на сайта.
През юни 2012 хакерската група Anonymous официално заплашват Би Ти Ви със сриване на сървърите и ПТС на телевизията заради опитите за цензура, ограничаване свободата на словото, както и за опити за противодействие на публичното мнение за услугата Voyo и за ползването на торент технологията и споделянето в интернет. Оператор на медията е нападнат от активисти по време на протест. На 27 юни 2012 г. bTV официално се извинява на засегнатите страни за начина на излъчване на протестите.